# Ryssonotus nebulosus
Rhyssonotus nebulosus là một loài bọ cánh cứng trong họ Lucanidae. Nó sống ở Úc and được tìm thấy ở Queensland và New South Wales.
Kirby từng đặt tên loài này là Lucanus nebulosus năm 1818, nhưng sau đó được xếp lại năm 1870.